# 165号马里兰州州道
165号马里兰州州道（英語：Maryland Route 165，MD 165）是美国马里兰州的一条长约20.38英里（32.80）的州级公路，南起巴爾的摩縣，穿过哈福德縣西部与北部，北至宾夕法尼亚州边界，与74号宾夕法尼亚州州道（PA 74）贯通。